# سانتا إيزابيل دو بارا
سانتا إيزابيل دو بارا هي بلدية في ولاية بارا في المنطقة الشمالية من البرازيل.